# ریکتزیا پرووازکی
ریکتزیا پرووازکی یا (به انگلیسی: Rickettsia prowazekii) گونه ای از سرده ریکتزیا از باکتریهای گرم منفی است. این باکتری عامل بیماری تیفوس اپیدمیک است. این گروه اصولاً باکتری داخل سلولی هستند.
رکتزیا تایفی عامل تیفوس اندمیک است.

## بیماریزایی
این باکتریها گرم منفی ، هوازی ، غیرمتحرک ، بدون قدرت اسپورسازی ، دارای شکلهای مختلف (پلئومورفیک) از کوکسی تا استوانه ای هستند.
به طور کلی سه نوع تیفوس داریم: تیفوس اپیدمیک یا شپشی، عامل بیماری تیفوس اپیدمیک ریکتزیا پرووازکی (Rickettsia prowazekii) می‌باشد و شایعترین نوع تیفوس است . تیفوس آندمیک یا تیفوس ککی یا تیفوس موشی که عامل آن ریکتزیا تیفی است . نوع سوم تیفوس کنه ای ( Queensland tick typhus ) که عامل بیماریزا ( R.australis) است .